# Lucius Verginius Rufus
Lucius Verginius Rufus, född 14 e.Kr. i Mediolanum (dagens Milano), död 97 e.Kr. i Rom, var en romersk statsman, officer och ståthållare. Verginius, som kom från en relativt enkel bakgrund, gjorde framgångsrikt karriär inom den romerska staten och nådde det högsta ämbetet, konsul, inte mindre än tre gånger. Han har för eftervärlden blivit mest känd för att vid ett flertal tillfällen vägrat att utnämnas till romersk kejsare. 

## Biografi
Verginius var son till en riddare (eques) och var den första i sin familj att bli senator. Inte mycket är känt om hans tidiga karriär, men år 63 e.Kr. var han konsul. Nero utsåg Verginius till ståthållare av Germania Superior, vilket bland annat innebar att han var överbefälhavare för de tre legioner som var stationerade i provinsen. Gaius Julius Vindex, ståthållare av Gallia Lugdunensis, revolterade år 68 e.Kr. mot Nero. Verginius besegrade Vindex vid slaget vid Vesontio (dagens Besançon), varefter hans trupper utropade honom till kejsare. Verginius vägrade dock kejsartiteln för egen del, men var samtidigt avvaktande i förhållande till att stödja Galba som kejsare, eftersom han väntade på den romerska senatens beslut i frågan om kejsarvärdigheten. Galba återkallade Verginius från ståthållartjänsten, men efter den förres död utsåg Otho honom till konsul för året 68 e.Kr.
Verginius tycks ha varit vid Othos sida vid nederlaget vid Brixellum (dagens Brescello). Otho ska då ha tillrättavisat legionärer som gjort myteri, hotat Verginius och belägrat hans bostad. Vid Othos begravning kort därefter ska myteriet ha brutit ut på nytt. Legionärerna ska då först ha krävt att Verginius skulle utropa sig till kejsare och i nästa stund att han istället skulle agera sändebud till Vitellius generaler å deras vägnar. Verginius lyckades fly undan myteriet. Därefter sägs han ha levt i tillbakadragenhet. I samband med att Nerva blev kejsare år 97 e.Kr. utnämnde han Verginius till konsul för tredje gången, vilket påstås grundats i Verginius lojalitet till den romerska senaten och dess ideal. Verginius dog samma år i sviterna av ett fall under ett möte i senaten. 
Verginius har av med honom samtida historiker, som Plinius den yngre, hyllats för sina republikanska ideal. Tacitus höll griftetalet över Verginius. På Verginius grav står följande inskrivet "Här vilar Rufus som besegrade Vindex och tog makten, inte för egen del, utan för sitt land".